# Marco Airosa
Marco Ibraim de Sousa Airosa, meglio noto come Marco Airosa (Luanda, 6 agosto 1984), è un ex calciatore angolano, di ruolo difensore.

## Caratteristiche tecniche
Gioca come terzino.

## Carriera

### Club
Ha trascorso la sua intera carriera da professionista in Portogallo fino al trasferimento nella squadra cipriota dell'AEL nel 2011 dove ha militato fino al 2018.

### Nazionale
Dal 2006 al 2013 ha rappresentato la nazionale angolana con la quale ha ricevuto la convocazione dal ct angolano Luís de Oliveira Gonçalves per i Mondiali 2006, senza scendere in campo.

## Palmarès

### Club

#### Competizioni nazionali
- Campionato cipriota: 1

AEL Limassol: 2011-2012